# CornerShot
CornerShot — оружейный аксессуар, созданным подполковником Амосом Голаном из Армии обороны Израиля в сотрудничестве с американскими инвесторами. Был разработан в начале 2000-х для использования спецназом и спецподразделениями в ситуациях, обычно с участием террористов и заложников. Его цель аналогична перископической винтовке, что позволяет его оператору видеть и атаковать вооруженную цель, не подвергая оператора контратаке.

## Варианты
Заявленная дальность стрельбы CornerShot составляет 100 метров при использовании пистолетов калибра 9 × 19 мм, .40 S&W и .45 ACP. Также заявлено, что он эффективен на дистанции до 200 метров с пистолетом калибра 5,7 × 28 мм. Аксессуар доступен в нескольких вариантах, позволяющих использовать пистолеты Beretta 92F, Glock, SIG Sauer и CZ-75. На нём также можно устанавливать различные аксессуары, такие как съёмные камеры, комплекты для передачи аудио/видео, видимые и инфракрасные лазеры, тактические фонари, глушители, а также возможность стрелять резиновыми пулями. Доступна стандартная версия под пистолет, а также под 40-мм гранатомёт Поскольку они оснащены цифровыми камерами высокого разрешения, любой вариант также можно использовать в качестве средства наблюдения. Все модели поставляются с одной и той же стандартной камерой и 2,5-дюймовым цветным ЖК-монитором, обеспечивая систему видеонаблюдения и прицеливания с мощными возможностями передачи. Фонарик и камера позволяют работать как днем, так и ночью. Доступны различные дополнительные сменные камеры, а также складной приклад, а универсальная направляющая для аксессуаров входит в стандартную комплектацию.
Будущие версии можно будет использовать с винтовками типа M16 и другими. Систему также можно установить дистанционно и управлять ею из укрытия, с проводным видеовыходом, отправляющим изображения командиру на расстоянии или сохраняемым на двухчасовой микросхеме флэш-памяти, прикрепленной к прикладу.

### Стандартный вариант
На стандартный CornerShot монтируется полуавтоматический пистолет в передней части оружия с дистанционно-управляемым спусковым механизмом в задней части, который имеет усилие спуска в 21 ньютонов. Длина - 820 миллиметров, вес - 3,86 килограмм. 

### 40-мм гранатомёт
40-мм гранатомёт является казённым, однозарядным гранатомётом. Управляемый вручную, он стреляет всеми видами 40-мм гранат, менее летальными и нелетальными боеприпасами, а также снарядами со слезоточивым/раздражающим газом. Стреляные гильзы выбрасываются для облегчения перезарядки. Эта же система доступна в калибре 37 мм для правоохранительных органов. 40-мм модель имеет нарезы 1:1.224, длину в 900 мм и вес 4,4 кг. Начальная скорость гранаты - 74,7 м/с (граната М-406). Его дальность для прицельной стрельбы по одиночной цели составляет 150 метров, а по площади, осколочными боеприпасами - 350 метров.

## Описание
В стандартном варианте пистолет крепится в передней части оружия, которая отгибается горизонтально на шарнире в средней части рамки под углом шестьдесят градусов. На стволе в штыковом положении крепится цифровая камера и фонарь. На торце шарнира находятся спусковой крючок, экран камеры (который находится на горизонтальном шарнире, как и средний шарнир, но с левой стороны пистолета) и органы управления камерой и фонариком.

## Похожее оружие
Перископная винтовка была разработана несколькими людьми независимо друг от друга в ответ на окопную войну Первой мировой войны. они использовались армиями нескольких стран с 1914 года. Эта более ранняя идея была просто специализированным «вторым» прикладом и спусковым механизмом в сочетании с перископом, позволяющим стрелку безопасно оставаться в траншее, прицеливаться и стрелять из винтовки, уложенной поверх бруствера траншеи.
Krummlauf (изогнутый ствол) был приспособлением для винтовки Sturmgewehr 44, которая использовалась Нацистской Германией во Второй мировой войне. Это позволяло стрелку прицеливаться и стрелять из-за угла с помощью изогнутого ствола и перископического прицела. Недостатком устройства был его короткий срок службы из-за напряжения при стрельбе.

### Китай
В настоящее время Китай разработал как минимум три оружия, подобных CornerShot: HD-66, основанный на CornerShot, и CF-06.. Обе модели были впервые представлены на 4-й выставке China Police Expo (CIPATE) и разработаны Chongqing Changfeng Machinery Co Ltd и Shanghai Sea Shield Technologies Company. По словам Цин Шансена, главного конструктора HD-66 и CF-06, обе системы являются местными и не были созданы на основе CornerShot.
Третий, известный как CS/LW9, был разработан Китайским научно-исследовательским институтом артиллерийской промышленности в 2005 году в попытке создать систему, аналогичную израильскому Cornershot. Внизу оружия есть ручка, которую можно использовать для поворота LW9 влево или вправо.
Все три системы используют QSZ-92 в качестве основного пистолета, хотя LW9 также использует пистолеты NP22/34.

### Иран
Иран представил оружие, являющееся клоном израильского CornerShot. По состоянию на 2016 год нет информации о том, принимали ли его на вооружение иранские военные.

### Южная Корея
Южная Корея впервые публично представила свою собственную версию CornerShot 23 марта 2010 года, созданную и разработанную Агентством оборонного развития. ADD инвестировала 350 миллионов южнокорейских вон в исследования и разработку собственного варианта CornerShot с сентября 2008 по 2015 год. Его функции аналогичны израильской версии, за исключением лазерного целеуказателя и пиксельного датчика, включённого для помощи в обнаружении вражеских целей.
CornerShot, произведённый в Южной Корее, был разработан S&T Daewoo. Он был представлен в 2016 году как оружие специального назначения и предназначен для установки на пистолет S&T K5, хотя его можно использовать и с другими пистолетами. K1A можно прикрепить к KSPW, если это необходимо для дополнительной огневой мощи.
KPSW имеет направляющие типа Пикатинни, позволяющие прикреплять оптику и другие тактические аксессуары.

### Индия
Zen Technologies представила ShootEdge на выставке India International Security Expo 2015 в Нью-Дели.
Впервые сообщалось, что оружие типа Cornershot индийского производства находится в разработке в 2014 году. CSWS спроектирована и разработана Организацией оборонных исследований и разработок (DRDO). Планируется, что у CSWS будут варианты под пистолет и 40-мм гранатомёт. Сообщается, что разработка была завершена к 2019 году. Он изготовлен из алюминиевого сплава, что делает его лёгким и прочным. Камера, лазер, инфракрасный осветитель и фонарик CSWS расположены спереди, а дисплей, электроника, аккумулятор и поворотный механизм — сзади. Может комплектоваться пистолетами Glock 17/19 и пистолетом 1A индийского производства. Версия DRDO создаётся в сотрудничестве с Zen Technologies.
26 марта 2022 года Центральная резервная полиция и полиция Джамму и Кашмира находятся в процессе его принятия после прохождения CSWS нескольких испытаний.

## Операторы
- Азербайджан[23]
- Босния и Герцеговина
- Китай[24]
- Индия[25]
- Индонезия
- Мексика[26]
- Северная Македония[27]
- Россия[28]
- Республика Корея[11]
- Сингапур.
- Турция[29]
- Вьетнам[30][31]

## Смотрите также
- Перископная винтовка
- Крумлауф